# Engoulevent coré
Hydropsalis cayennensis
Espèce
Statut de conservation UICN

 LC  : Préoccupation mineure
L'Engoulevent coré (Hydropsalis cayennensis, anciennement Caprimulgus cayennensis) est une espèce d'oiseaux de la famille des Caprimulgidae.

## Répartition
Cette espèce vit en Amérique centrale et en Amérique du Sud ainsi que sur quelques îles environnantes.